# Petr Čepek

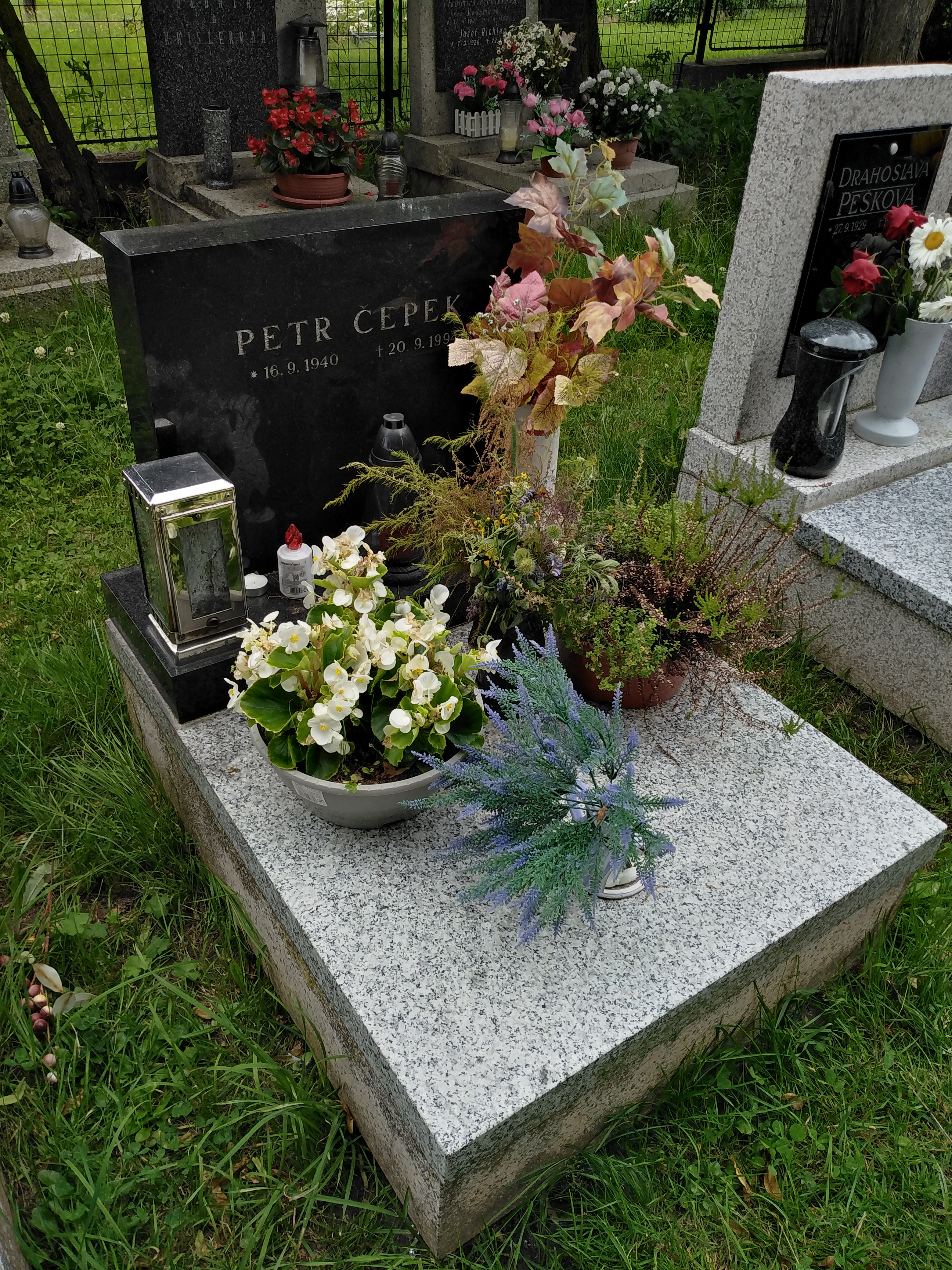
Petr Čepeks Grab in Dolní Kalná

Petr Čepek (* 16. September 1940 in Prag; † 20. September 1994 in Vrchlabí) war ein tschechischer Schauspieler.

## Karriere
Čepek wurde in Prag als Sohn von Karel († 1945) und Miloslava, geborene Haladějovou, geboren. Er hatte einen drei Jahre jüngeren Bruder.
Nach der Absolvierung des Gymnasiums ging er 1958 an die Theaterfakultät der Akademie der Musischen Künste in Prag (DAMU). 1965 wurde er Mitglied im Emerging Dramatic Club, in dem er bis zu seinem Tod mitwirkte. Während der 70er und 80er Jahre gehörte er zu den gefragtesten Schauspielern Tschechiens und spielte unter anderen mit nationalen Größen wie Rudolf Hrušínský oder Josef Somr. 1994 war er in Faust das letzte Mal in einer Rolle zu sehen.
Čepek war dreimal verheiratet und Vater zweier Töchter. Er erlag im Alter von 54 Jahren einem Lungenkrebsleiden.
1996 erschien seine Biografie Petr Čepek – Talent a osud von Jaroslav Vostrý.

## Filmografie (Auswahl)
- 1967: Das Ende des Geheimagenten W4C mit Hilfe des Hundes von Herrn Foutska (Konec agenta W4C prostrednictvím psa pana Foustky)
- 1969: Adelheid
- 1970: Ich habe Einstein umgebracht (Zabil jsem Einsteina, panove)
- 1971: Eine standesgemäße Ehe (Petrolejové lampy)
- 1972: Der Tod des schwarzen Königs (Smrt cerného krále)
- 1975: Das hässliche Dorf (Škaredá dedina)
- 1979: Todesdiagnose (Diagnóza smrti)
- 1979: Das Geheimnis der stählernen Stadt (Tajemství Ocelového mesta)
- 1981: Kurzgeschnitten (Postřižiny)
- 1981: Der Autovampir (Upír z Feratu)
- 1983: Vom tapferen Schmied (O statecném kovári)
- 1984: Verschenktes Glück // Die Prinzessin mit der langen Nase (Tři veteráni) – Regie: Oldřich Lipský
- 1984 Das Wildschwein ist los (Slavnosti sněženek)
- 1985: Heimat, süße Heimat (Vesničko má středisková)
- 1986: Landschaft mit Möbeln (Krajina s nábytkem)
- 1986: Spiele für mäßig Fortgeschrittene (Hry po mirne pokrocile)
- 1989: Reise nach Südwest (Cesta na jihozápad)
- 1994: Faust (Lekce Faust)